# Andriej Nikulin
Andriej Nikulin (tudi rusko Андрей Иванович Никулин; Andrej Ivanovič Nikulin), poljski general, * 1899, † 1955.